# 龍ヶ岳町
龍ヶ岳町（りゅうがたけまち）は、かつて熊本県にあった町である。
2004年（平成16年）3月31日に天草郡松島町、大矢野町、姫戸町と合併して上天草市となった。
町名は国の名勝にも指定されている町内の龍ヶ岳に由来。「自然と文化の里づくり ☆ふれあいのまち ☆うるおいのまち ☆活力のあるまち」を町の標語に掲げており、現在も龍ヶ岳地域の標語として引き継がれている。

## 地理
天草上島南部に位置した。
- 山：龍ヶ岳
- 海：不知火海
- 島：樋島

## 歴史

### 沿革
- 1954年（昭和29年）7月1日 - 天草郡高戸村・樋島村・大道村が合併し、龍ヶ岳村が誕生。
- 1959年（昭和34年）4月1日 - 町制を施行し、龍ヶ岳町となる。
- 2004年（平成16年）3月31日 - 天草郡大矢野町、姫戸町、松島町と合併し、上天草市が発足。同日龍ヶ岳町廃止。

### 災害
- 1972年（昭和47年）7月6日 - 昭和47年7月豪雨により土砂災害が発生。土石流などにより死者・行方不明者35人。家屋全壊110戸以上。町立上天草病院では、病院裏手で発生した山腹崩壊の土砂が1階を突き破り3階まで泥だらけとなった。職員、入院患者は屋上などに避難して無事[2]。

## 行政
- 廃止時の町長（第14代）：辻本両造（つじもと りょうぞう）（2003年11月 - 2004年3月）6期

## 経済

### 産業
町の特産品は、チリメンジャコ、イリコ、鯛、梅肉ポーク。

## 交流町
- 球磨郡多良木町（熊本県）
- ドラゴンサミットの一員として下記市町村と交流があった。
  - 北竜町（北海道）
  - 八竜町（秋田県、現三種町）
  - 龍ケ崎市（茨城県）
  - 天龍村（長野県）
  - 龍山村（静岡県、現浜松市天竜区）
  - 天竜市（静岡県、現浜松市天竜区）
  - 竜王町（滋賀県）
  - 龍野市（兵庫県、現たつの市）
  - 龍神村（和歌山県、現田辺市）
  - 竜北町（熊本県、現氷川町）
  - 龍郷町（鹿児島県）

## 教育

### 小学校
- 上天草市立龍ヶ岳小学校

### 中学校
- 上天草市立龍ヶ岳中学校

## 交通

### 鉄道路線
町内に鉄道路線はないが、九州産業交通バスで松島町を経由して、JR九州鹿児島本線熊本駅や三角線三角駅に出ることができる。

### 道路
一般国道
- 国道266号

### 路線バス
- 九州産業交通バス
  - 本渡バスセンター行き
  - 松島行き
  - 倉岳高校前行き
  - 赤崎行き

### 航路
- 三角港（宇城市三角町） - 高戸港 - 樋島港 - 小屋川内港 - 池の浦港 - 赤崎港 - 棚底港（倉岳町）
- 御所浦港（御所浦町） - 大道港
- 池の浦港 - 赤崎港 - 本渡港（本渡市）
- 小屋川内港 - 樋島港 -高戸港 - 八代港（八代市）
- 大道港 - 佐敷港（葦北郡芦北町）　（廃止）

## 名所・旧跡・観光スポット・祭事・催事

### 名所・旧跡
- 龍ヶ岳

### 観光スポット
- ミューイ天文台 - 天草唯一の天文台。ミューイとは「よく見よう」という意味の天草弁。
- 龍ヶ岳山頂自然公園
- 龍ヶ岳山頂キャンプ場
- 大作山棚田（日本の棚田百選）

### 祭事
- 初日の出もちつき大会（1月1日）
- 大作山観音祭り（1月18日 (旧暦)）
- キララ祭（4月29日）
- 高戸海水浴場海開き（6月中旬）
- 下桶川不動神社祭（6月28日 (旧暦)）
- 夏祭り（8月14日）
- 観光鯛釣り大会（9月中旬）
- 高戸神社大祭（10月中旬）

## 観光協会
- 龍ヶ岳町観光協会

## NPO法人
- NPO法人天草元気工房

## 出身著名人
- 島一春（しま かずはる、1930年 - 2008年。小説家）
- 森国久(もり くにひさ、1912年 - 1961年。政治家)